# Arluno
Arluno (AFI: /arˈluno/; Arlun in dialetto milanese, AFI: [arˈlỹː], Arlugn in dialetto locale, AFI: [arˈlyɲ]) è un comune italiano di 12 526 abitanti della città metropolitana di Milano in Lombardia.

## Geografia fisica
Trovandosi a 156 metri s.l.m., Arluno presenta un'ambientazione tipica dell'alta Val Padana.
Dista 19,5 km dal Duomo di Milano e 12,5 dal fiume Ticino.

## Origini del nome
Nella Corografia dell'Italia (1832), Giovanni B. Rampoldi, fa risalire il nome agli Aruleni, un'ipotetica antica e possente famiglia insubre, dove qui il termine starebbe per lombardi occidentali o al massimo gallo-romani, che possedevano una villa dotata di frutteti; Dante Olivieri nel suo Dizionario di toponomastica Lombarda (1931) dichiara che i nomi con desinenza "uno", si possono supporre di origine gallica, oppure celtica se derivato da persone o cose.
La pretesa che il nome Arluno derivi dal latino Ara Lunae ("Altare della luna"), è da attribuire a Filippo Argelati che nella sua opera dal titolo Bibliotheca Scriptorum mediolanensium pubblicato nel 1745, alla voce Bernardinus Arlunus latinizza il termine Arluno in Ara Lunae, ed è la prima volta in assoluto che tale termine viene usato.

## Storia

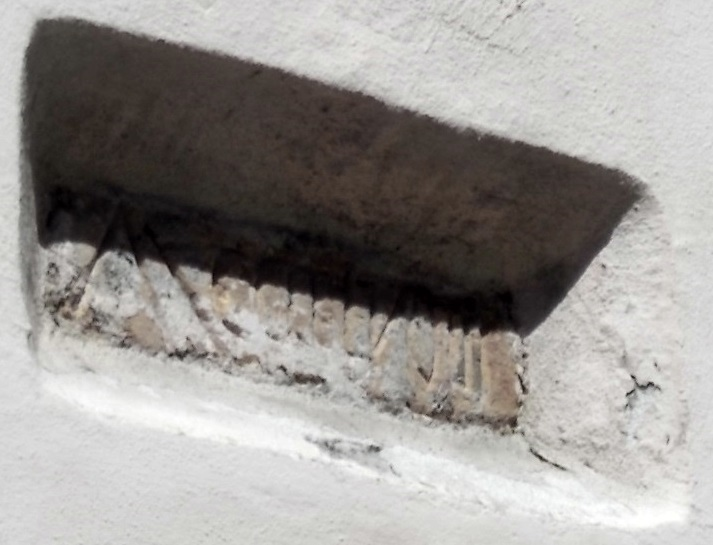
La formella del 1455 nel lato est della chiesa

Il ritrovamento nel 1951 di oltre 250 monete romane di rame e bronzo risalenti al II secolo (tutte diverse fra loro) e frammenti di vasi e urne cinerarie, attestano solo il passaggio e non un insediamento di epoca romana.
Dal Liber Notitiæ Sanctorum Mediolanensis di Goffredo da Bussero, apprendiamo che l'abitato intorno al 1200, disponeva di tre piccole chiese che si stagliavano lungo l'abitato. Ciò porta ad ipotizzare una consistenza abitativa ipotizzabile intorno alle 400 unità; mentre la più antica iscrizione si rintraccia su una formella sul lato orientale della chiesa in cui è incisa in cifre romane la data MCCCCLV-/-dm (anno domini 1455).

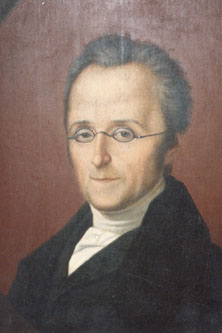
Silvio Pellico trascorse diversi anni ad Arluno come precettore della famiglia Porro-Lambertenghi

Al primo Rinascimento risalirebbe invece la presenza di un primo antico cortile che svolgeva essenzialmente il ruolo di centro commerciale ed amministrativo del paese e come tale era detto Bruett (quasi ad imitare nell'assonanza il ben più famoso "Broletto" milanese), che venne costruito per ordine della famiglia Litta, che si era distinta nel periodo medioevale come una delle più ricche e potenti del luogo, in particolare per l'attività fondiaria.
Nel 1574, come si evince da un documento conservato oggi nell'Archivio diocesano di Milano, il parroco don Ambrogio Ferrario, nominato da san Carlo Borromeo, redasse una delle prime stime della popolazione arlunese che ammontava a 860 anime.
Il 22 maggio 1722 ad Arluno nacque Francesco Saverio Morazzone, padre del futuro Beato Serafino Morazzone nato il 1º febbraio 1747 a Milano.
Nel corso del XVII secolo, Arluno divenne feudo della famiglia Pozzobonelli, ed uno dei suoi più illustri appartenenti, il cardinale Giuseppe Pozzobonelli, nonché vescovo settecentesco di Milano, incaricò l'architetto Giulio Galliori di ricostruire in forme sobrie la chiesa dei Santi Pietro e Paolo a partire dal 1762, la nuova chiesa fu consacrata dallo stesso cardinale Giuseppe Pozzobonelli il 17 settembre 1775.
Il 16 gennaio 1806 nacque ad Arluno da Rosa Pogliani e dal medico Giuseppe Castiglioni, Cesare Castiglioni fondatore della Croce Rossa Italiana.
Personaggi di rilievo calcarono il suolo arlunese: Giuseppe Parini trascorse alcuni momenti di svago a Villa Marliani (che in seguito diventerà Villa Taroni) e Silvio Pellico, fu ospite a lungo del conte Luigi Porro-Lambertenghi nel Palazzo Pozzobonelli (poi Porro-Lambertenghi) in qualità di precettore dei figli Domenico (Mimino) e Giulio.

Nella prima metà dell'Ottocento, iniziò l'attività industriale che consisteva essenzialmente nella presenza di filande lungo il territorio comunale, per la lavorazione della seta prima e del cotone più tardi, attività che venne affiancata dal diffondersi intensivo dell'allevamento del bestiame da latte. 

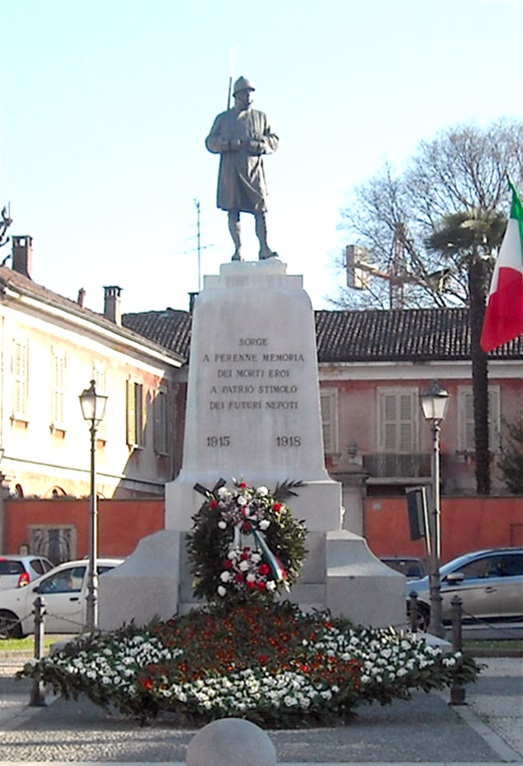
Il monumento ai caduti 1915-18 di Arluno

La conseguente crescita edilizia, favorì lo sviluppo dell'abitato, che ad ogni modo ancora oggi conserva nel centro storico l'impianto seicentesco.
Arluno conta 79 caduti durante la prima Guerra mondiale. Il monumento ai caduti 1915-18 situato in piazza Pozzobonelli è affettuosamente chiamato "Ceck'" perché durante l'inaugurazione dello stesso monumento avvenuta il 22 ottobre 1922, la madre del caduto Francesco Mario Losa caduto sul Monte Grappa il 28 dicembre 1917, volle riconoscere nel volto della statua il viso del figlio gridando: "Oh, 'l me Ceck! L'è al me Ceck!" ("Oh, il mio Francesco! È il mio Francesco!")
Oltre ai caduti sui campi di battaglia e ai deportati nei campi di concentramento nazisti, Arluno conta anche numerose vittime civili durante lo svolgimento della Seconda Guerra Mondiale. Il 18 gennaio 1945 durante il tragitto verso Cuggiono, fu mitragliato da aerei alleati il "Gamba de legn" (la tramvia che univa Milano all'hinterland), ci furono 8 vittime fra cui 5 di Arluno. Il 16 marzo 1945 fu bombardata da aerei alleati la filatura Dell'Acqua chiamata "Mecàniga", ci furono 14 vittime e 80 feriti di cui 10 in modo molto grave.
Il 25 aprile del 1945 fu attaccato il casello autostradale presidiato dai militi della "Brigata Nera Mobile Ettore Muti", durante l'attacco perse la vita il partigiano arlunese Pietro Remorini.
Nel secondo dopoguerra forte è stato lo sviluppo di piccole e medie industrie nel campo dei serramenti in alluminio.

### Simboli
(Descrizione araldica dello stemma)
Il riferimento storico del crescente che sormonta le due ali spiegate come rappresentazione all'altare dedicato alla dea Luna (Ara Lunae) che era comunemente presente negli accampamenti dei legionari romani, è ormai stato accertato come invenzione di Filippo Argelati che nel suo: Bibliotheca scriptorum mediolanensium edito nel 1745, alla voce Bernardinus Arlunus tradusse Arlunus in Ara Lunae che piacque molto ai nobili dell'epoca. È ormai accertato che lo stemma comunale di Arluno riprende lo stemma della famiglia di Bernardino Arluno, storico della corte degli Sforza di Milano nel XV secolo. È uno stemma parlante: Ali+luna. (in dialetto ar = ali).
Lo stemma attuale venne ad ogni modo ufficialmente adottato in tempi relativamente recenti (D.C.G. di riconoscimento del 17 ottobre 1935), in quanto sappiamo che ancora nel 1673 lo stemma araldico della comunità era composto da un partito composto dallo stemma della famiglia Sormani (un castello torricellato sorretto da un leone) e quello dei marchesi Pozzobonelli (un'aquila ad ali spiegate e contornata da sei gigli d'oro).
Il gonfalone, concesso con regio decreto del 21 novembre 1940, è un drappo di bianco.

## Monumenti e luoghi d'interesse

### Le chiese cittadine

#### Chiesa dei Santi Pietro e Paolo

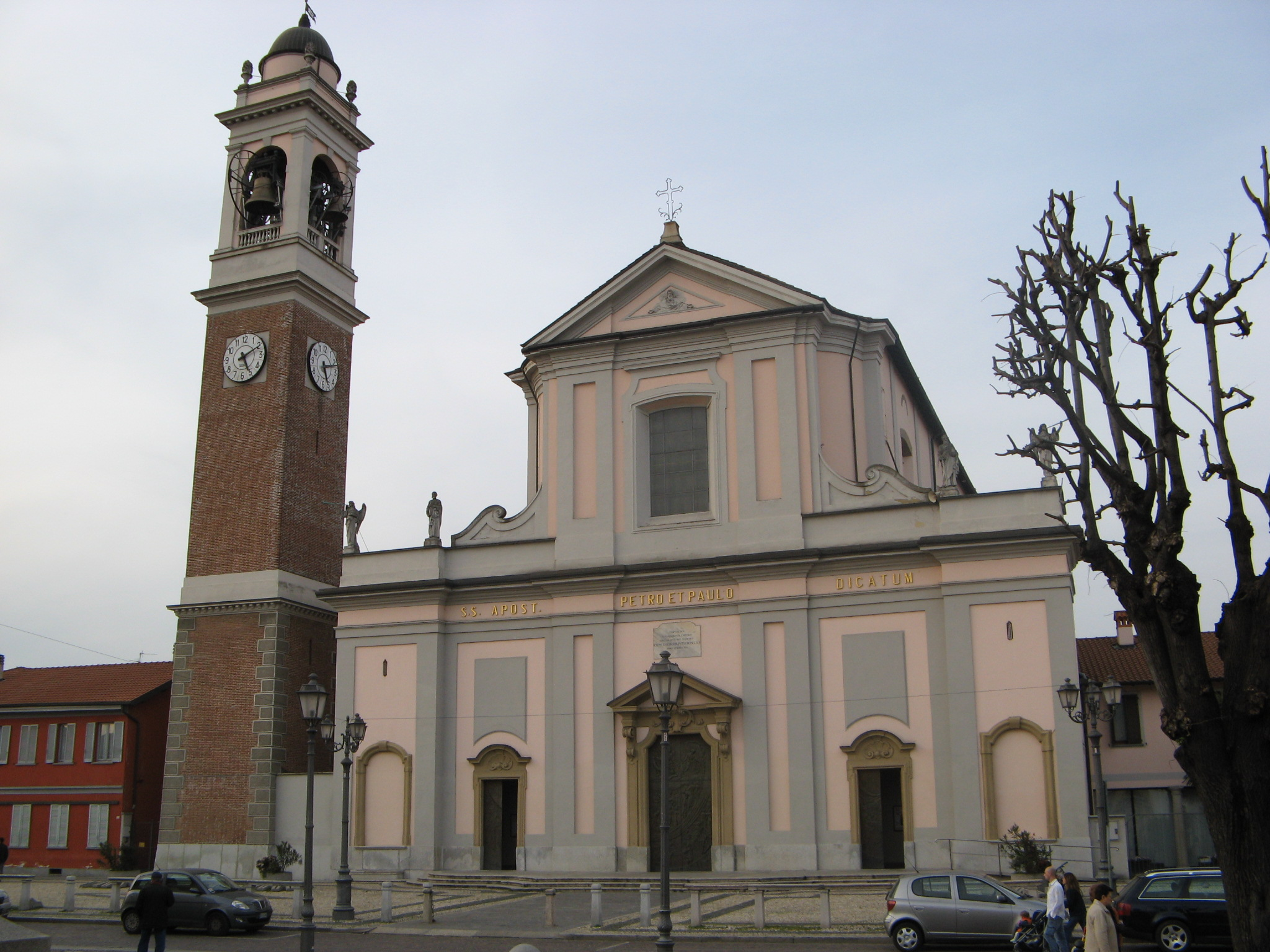
La facciata della chiesa parrocchiale dei Santi Pietro e Paolo

Costruita tra il 1762 ed il 1769 da Giulio Galliori (futuro sovrintendente dell'opera del Duomo di Milano), la Chiesa dei Santi Pietro e Paolo di Arluno venne commissionata dal cardinale Giuseppe Pozzobonelli, arcivescovo di Milano per quattro decenni, e rimasta poi di proprietà della famiglia del prelato che essendo feudataria del borgo legò gran parte della propria storia al borgo. La chiesa venne ufficialmente consacrata dallo stesso Pozzobonelli il 17 settembre 1775. 

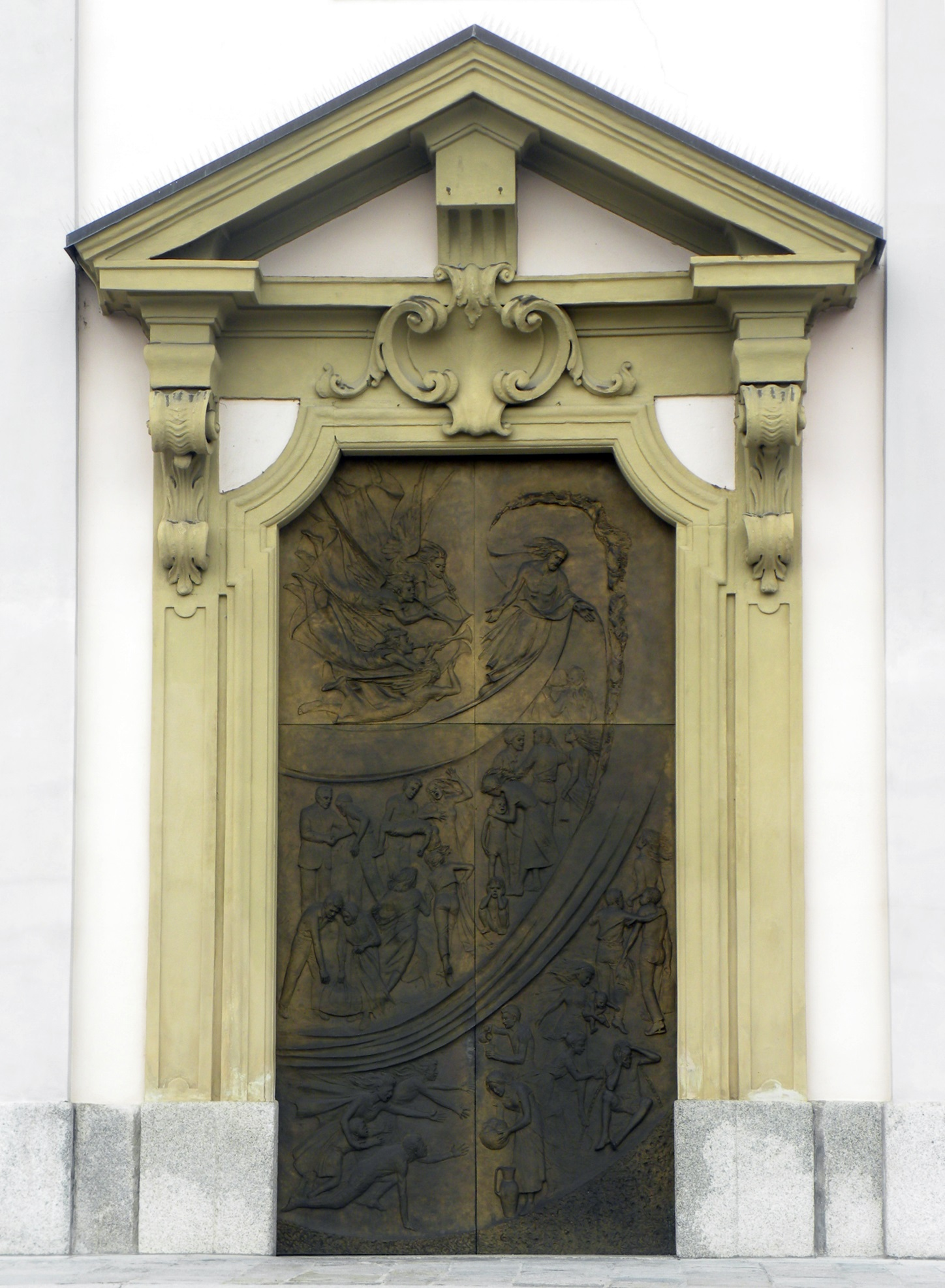
Portale Parrocchiale

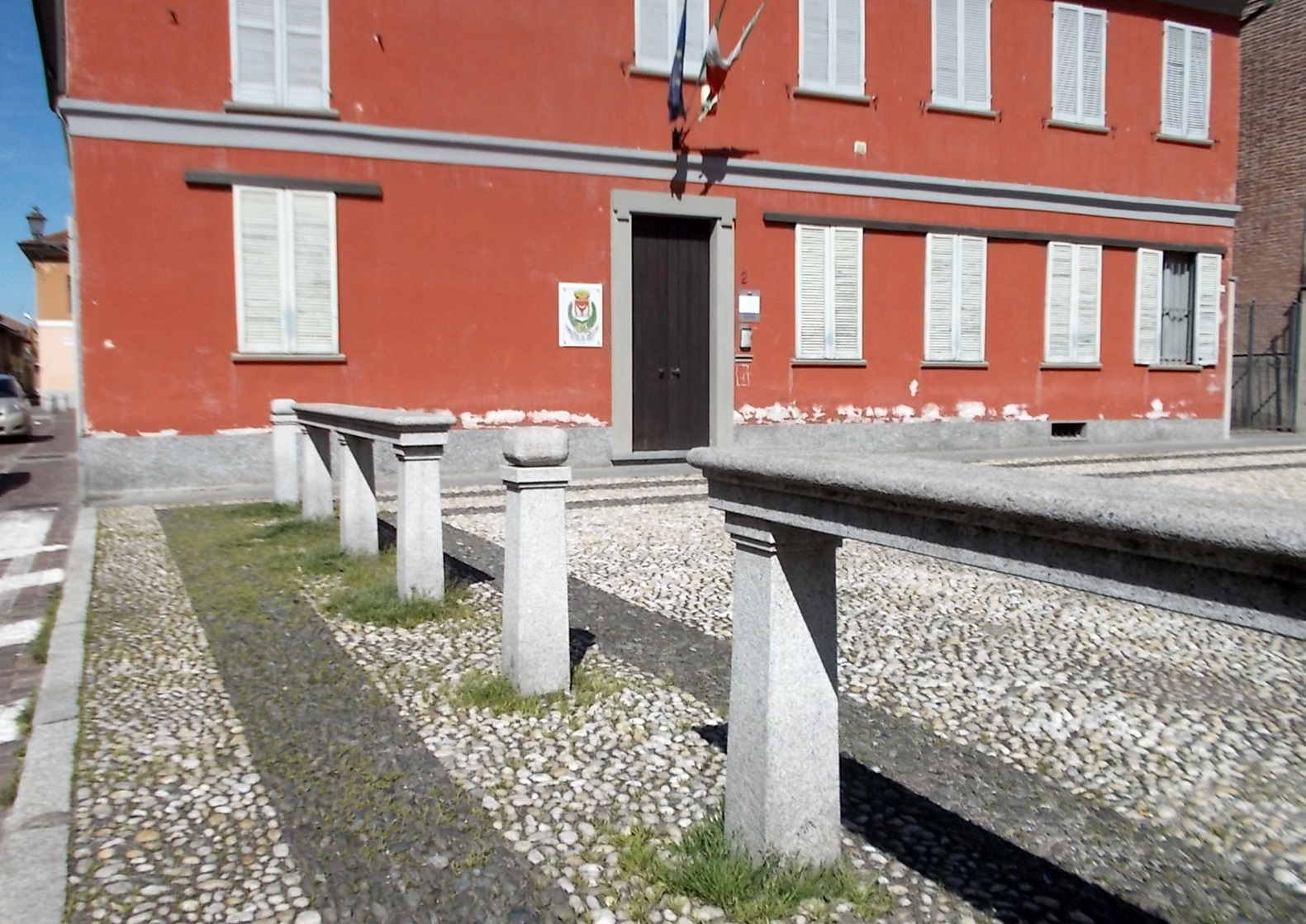
Un pezzo della famosa "sbara" di Arluno

La chiesa si presenta esternamente e internamente in forme e stili settecenteschi, con strabilianti esempi di architettura scenografica quali la facciata barocca e le splendide vetrate dell'abside (in stile rococò).

#### La Chiesetta dell'Assunta (demolita)

La chiesetta dell'Assunta prima di essere demolita.

La più antica testimonianza dell'esistenza di questa chiesa risale al 1250, non è mai stata parrocchiale, ma era stata dotata di una Cappellania dai maggiori proprietari del paese nel 1512, da un documento dello stesso anno sappiamo che si celebrava la santa messa domenicale. Era situata alla fine di via Parini oltre il canale, all'interno del cortile del condominio dove si trova la sede delle Poste di Arluno. All'inizio del '900 rimase inclusa fra le proprietà della filanda Gattinoni, esclusa da ogni pubblico passaggio; col tempo la parrocchia la lasciò cadere in prescrizione. Prima di essere demolita nel 1973 per fare posto ad un complesso residenziale era adibita a laboratorio di collanti e vernici.

#### Oratorio Sant'Antonio da Padova (crollato e poi demolito)
Eretto nel XVIII secolo per volere di Carlo Bartolomeo Piotti, l'Oratorio di stile barocco era annesso a casa civile, orto e giardino. Successivamente la proprietà passò alla famiglia Andreetti che nel 1831 venne devoluta in beneficenza all'Ospedale Maggiore di Milano. Nel 1848 l'oratorio subì qualche danno, quando vi furono alloggiate le truppe austriache. Nel 1850 l'allora parroco di Arluno Varieschi Biagio, per incarico dell'Arcivescovo, riconsacrò la cappella. Fino agli inizi della Prima Guerra Mondiale l'Oratorio era destinato ad accogliere bambini fino ai dieci anni di età. Nel 1996 l'edificio ormai pericolante venne abbattuto per far posto ad abitazioni.

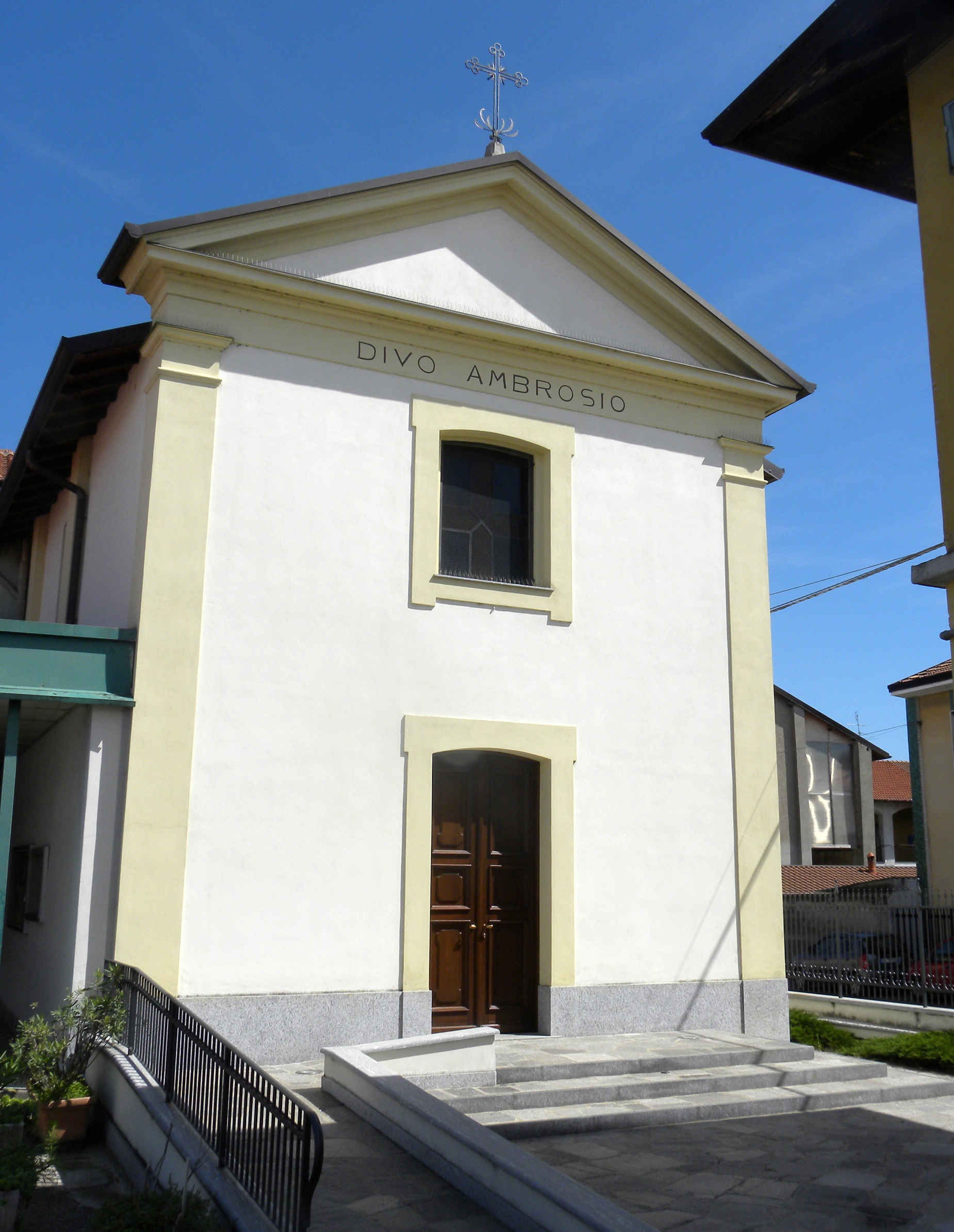
La Chiesa di Sant'Ambrogio

#### Chiesa di Sant'Ambrogio
La chiesa di Sant'Ambrogio, risalente al XV secolo, venne usata nei secoli successivi come ricovero per gli appestati (data anche la sua vicinanza con il luogo che veniva usato come lazzaretto), ed il terreno circostante si proponeva come un cimitero straordinario in occasione delle gravi epidemie che colpirono il paese nel corso di tutto il Seicento. Gravemente danneggiata dall'incuria e dal tempo, nel 1646 venne restaurata e dal 1904 venne incorporata a servizio dell'oratorio maschile di Arluno.
Negli ultimi mesi del 2007 e nel corso dei primi mesi del 2008 la chiesa è stata oggetto di una nuova ristrutturazione che nel frattempo è divenuta parte del centro diurno per anziani "Don Carlo Rozzoni" (già Oratorio di Sant'Ambrogio) essendosi spostato l'oratorio presso l'ex collegio delle Figlie del Sacro Cuore. (vedi voce sottostante)

## Architetture civili

### Ville storiche

#### Palazzo Pozzobonelli Scala, poi Palazzo Pestalozza

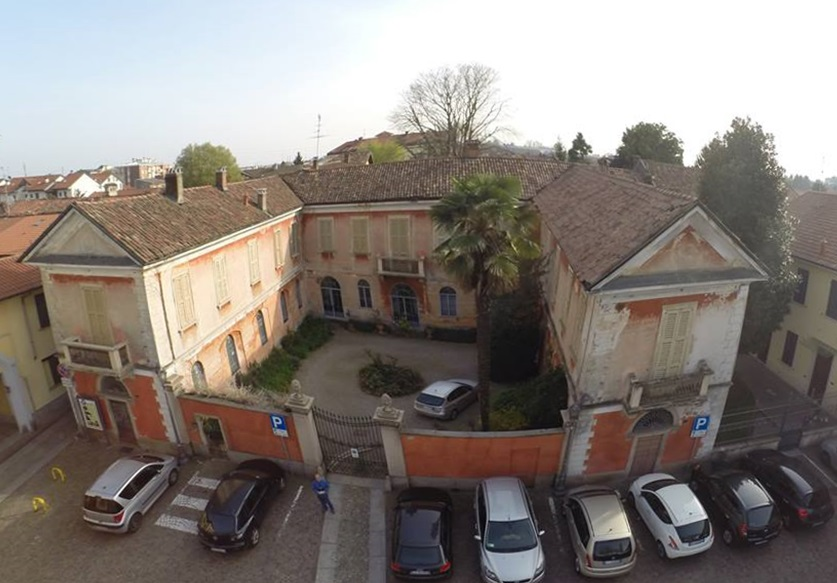
Palazzo Pestalozza Dal Verme

Caratterizzato nel corso dei secoli da denominazioni diverse (Palazzo Pozzobonelli Scala, Palazzo Valentini, Villa Pestalozza, Palazzo Pestalozza-Dal Verme). Il Palazzo Pestalozza, sito in piazza Pozzobonelli, si trova in pieno centro storico, prospiciente la chiesa parrocchiale.
Il palazzo venne voluto originariamente dal marchese Pozzobonelli (antenato dell'arcivescovo milanese Giuseppe Pozzobonelli) che era divenuto feudatario di Arluno sin dal 1647. Nei primi anni del 1800 era la dimora di Alessandro Pestalozza, mentre alla fine dello stesso secolo divenne dimora dell'allora sindaco di Arluno conte Giorgio Dal Verme.
La costruzione attuale, di origini settecentesche con rimaneggiamenti ottocenteschi di stile neoclassico, presenta un tipico impianto formale a "U" con i corpi laterali congiunti da una lunga cinta con cancellata in ferro battuto. Sulla corpo centrale della facciata si aprono tre portoni, completati sul laterale da due ali terminanti sulla pubblica via, con finestre sormontate da timpani e dotate di balconcini. Un passaggio a destra dell'edificio padronale consentiva l'accesso alle scuderie della villa.

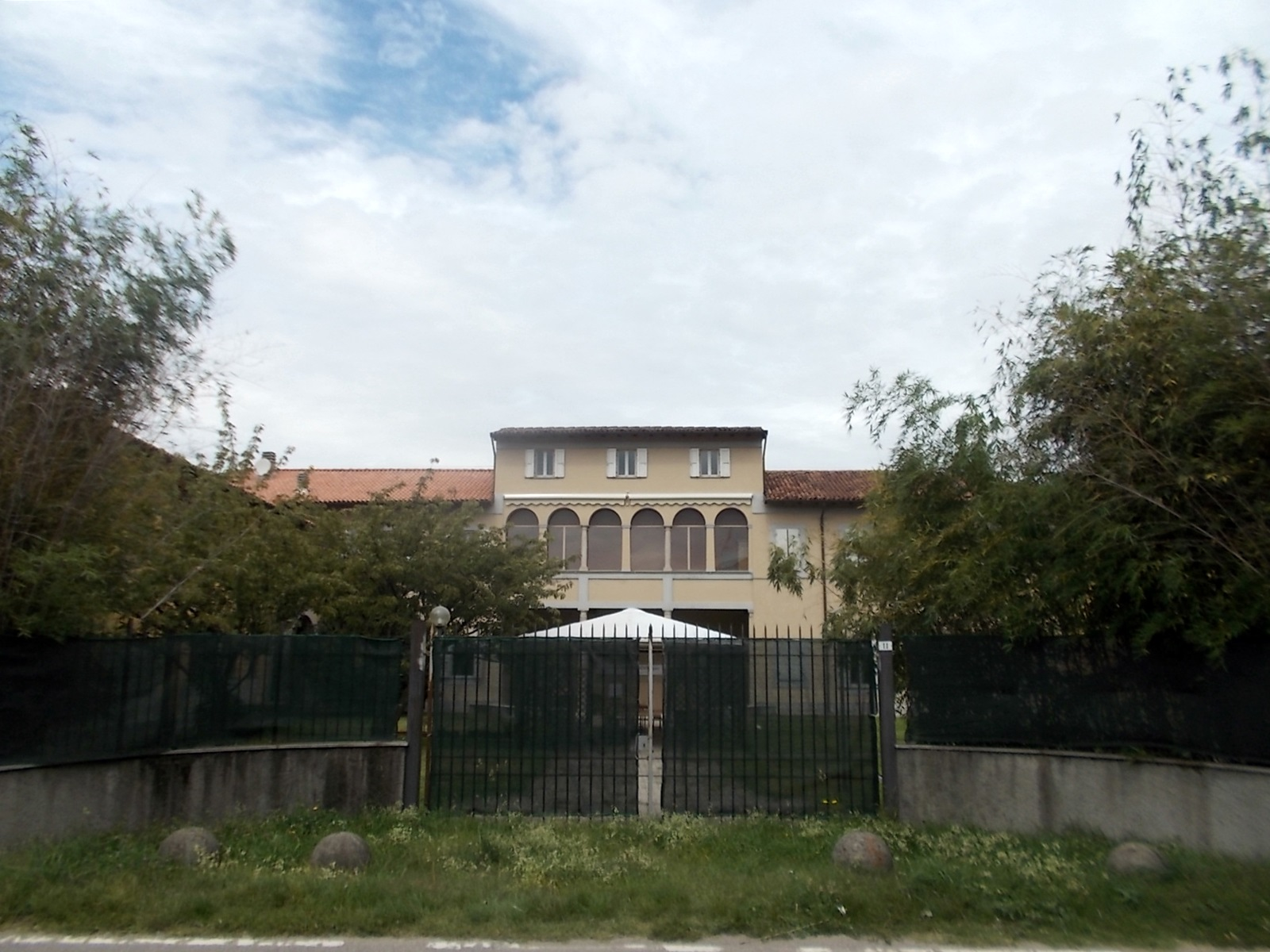
Villa Bolognini alla frazione Poglianasca.

#### Villa Bolognini
Villa Bolognini venne edificata nel 1689 e terminata nel 1714 dal marchese Giuseppe Bolognini, come abitazione nei pressi della vicina Cascina Poglianasca da lui acquistata in loco.
Con la morte nel 1937 di Luigi Bizozzero, ultimo erede delle fortune dei marchesi Bolognini, il complesso passò per eredità all'Ospedale Maggiore di Milano, il quale lo cedette in seguito all'associazione "Amici di Giovanni Marcora" poi alla "Fondazione Giuseppe Restelli Onlus", la quale accoglie ancora oggi nel complesso della cascina una serie di cooperative ed associazioni sociali.
La villa presenta nella parte centrale il corpo padronale rialzato, evidenziato da un portico al pian terreno e da una serie di sei finestre ad arco al piano superiore, e conserva le caratteristiche originarie delle cascine lombarde.

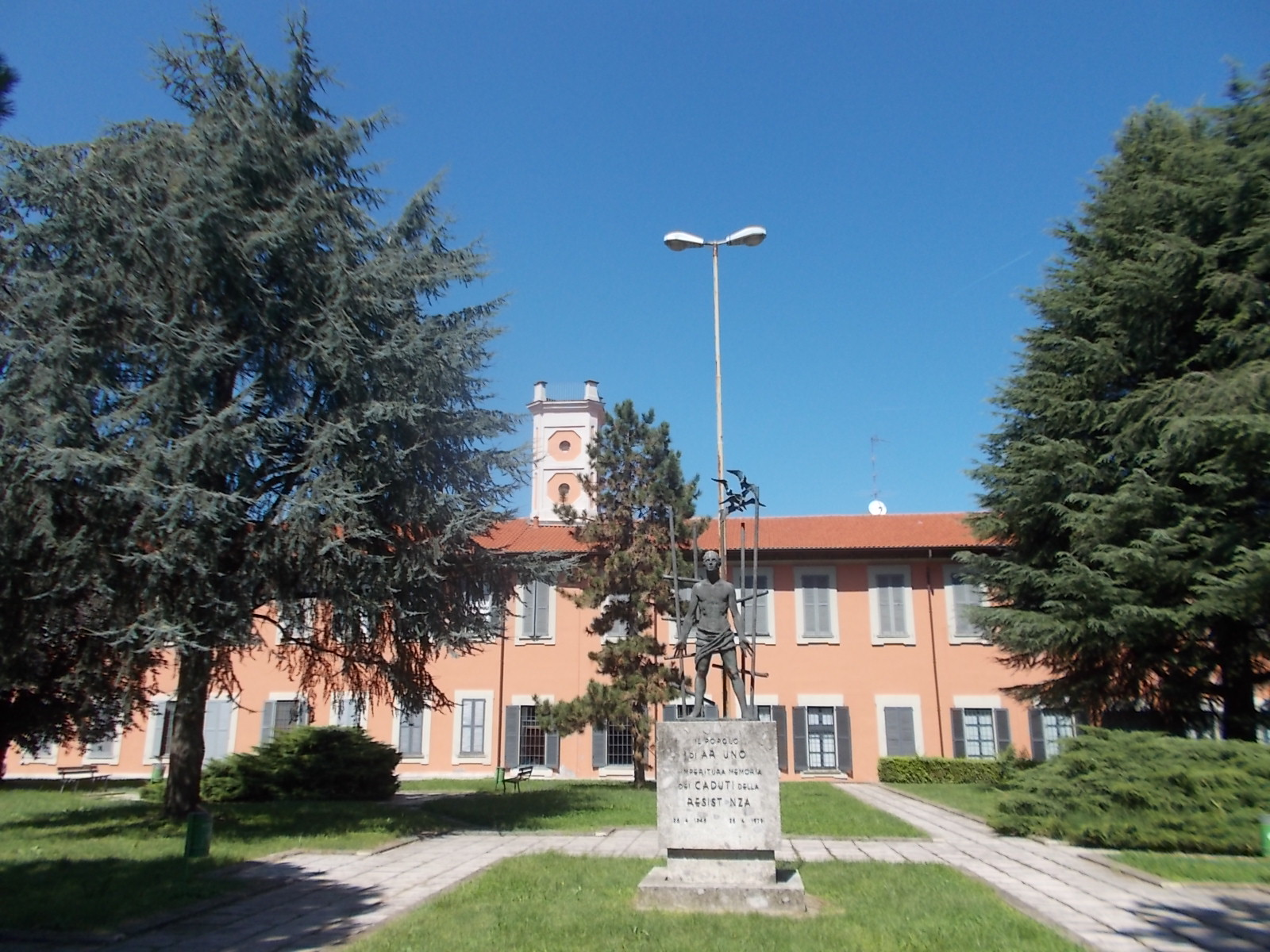
Il palazzo Pozzobonelli Porro Lambertenghi Dell'Acqua, visto da piazza Europa con il monumento ai caduti per la resistenza

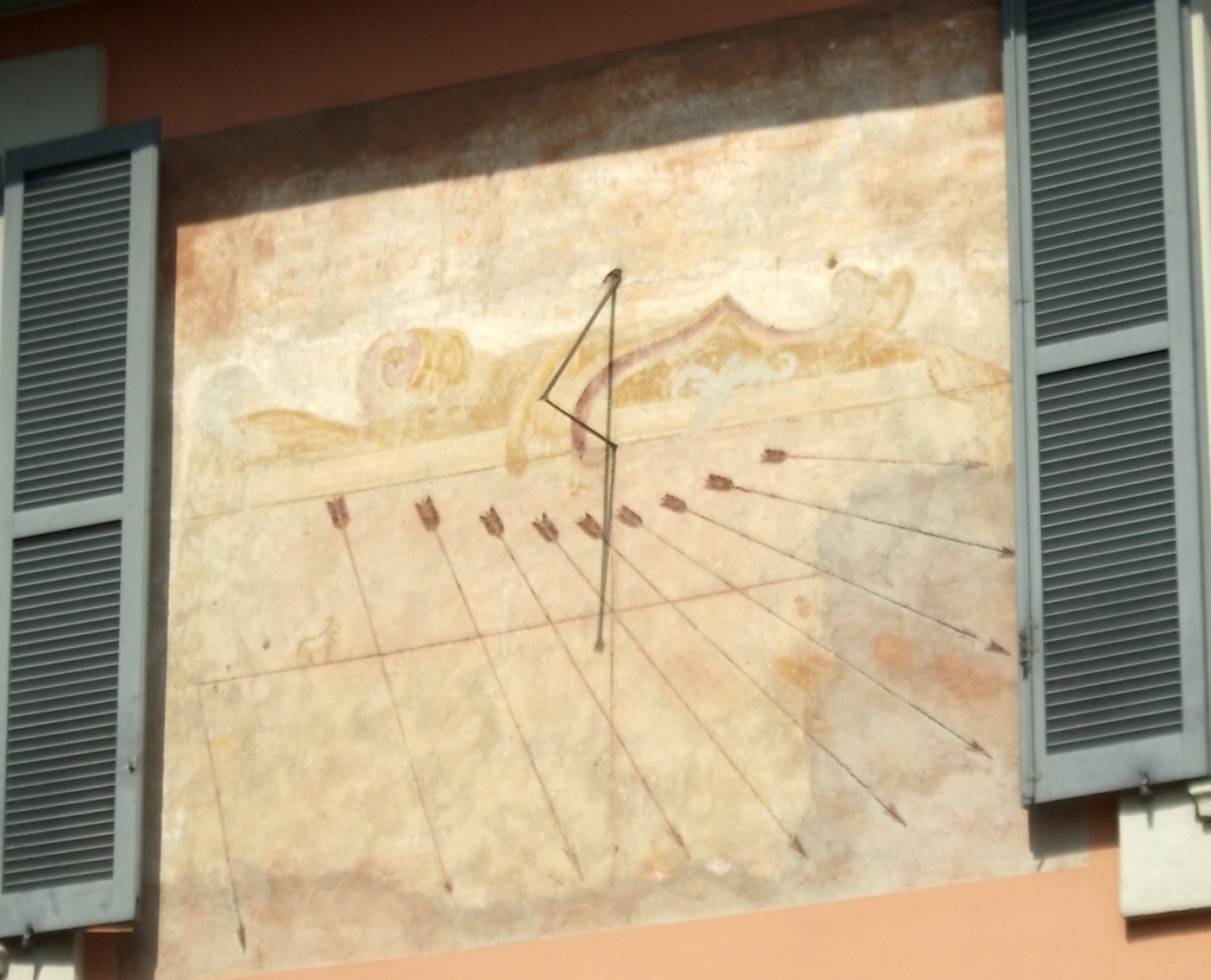
La meridiana

#### Palazzo Pozzobonelli Porro Lambertenghi Dell'Acqua
Fatto costruire agli inizi del Settecento dalla famiglia Pozzobonelli, fu questa la residenza di Silvio Pellico durante il periodo che trascorse ad Arluno come precettore dei figli del conte Luigi Porro Lambertenghi nel 1816. Successivamente, la residenza passò a Francesco Prada ed ai padri rosminiani che ne fecero un centro di studi religiosi, perdurando in attività sino al 1860 quando il neo comune di Arluno acquistò il palazzo per farne la sede degli uffici comunali e della scuola elementare del paese. Nel 1925 la struttura passò al Cotonificio dell'Acqua che ne farà l'abitazione dei dipendenti della ditta stessa.
La struttura è articolata sull'ingresso gettante sul corso principale tramite un portone a botte dei tre originariamente presenti nel complesso. Oltrepassato l'ingresso si accede ad un piccolo cortile porticato che si apre con una struttura a "U" con una decorazione a fasce di intonaco in rilievo che contribuiscono a dare suddivisione e movimento alla facciata della struttura. Nella facciata a sud che dà sul parco di piazza Europa, è presente una meridiana, e su tutta la struttura campeggia una torretta panoramica, un tempo usata anche come piccionaia.

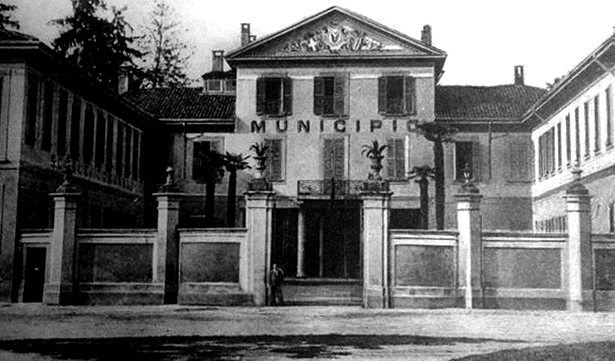
Villa Taroni negli anni '30, quand'era la sede del municipio e delle scuole elementari

#### Villa Taroni (demolita)
Villa Taroni, demolita negli anni '60 del Novecento, era la più antica costruzione adibita a residenza esistente in paese. Il suo impianto risaliva infatti al periodo rinascimentale, ma si basava su tracce di un edificio preesistente e risalente al XII secolo. La villa era originariamente di proprietà della famiglia Litta che la cedette in seguito alla famiglia Menati, poi ai Marliani, ai Radice ed infine ai Taroni che la vendettero al comune nel 1927 con l'intento di farne la sede del municipio e della scuola elementare del paese, cosa che avvenne nel 1928. Qui vi soggiornò il poeta Giuseppe Parini, ospite dell'avvocato e senatore napoleonico Rocco Marliani.
La pianta a "U" della villa richiamava gli stilemi tipici della villa lombarda, con cortile chiuso verso la strada da una cinta; il corpo padronale era rialzato, con un portico colonnato alla base ed il tutto sormontato da un frontone di forma triangolare. La villa disponeva inoltre di un ampio parco di cui oggi rimane a testimonianza il solo cancello d'ingresso, fa bella figura di se nel parco del complesso residenziale "Orologio".

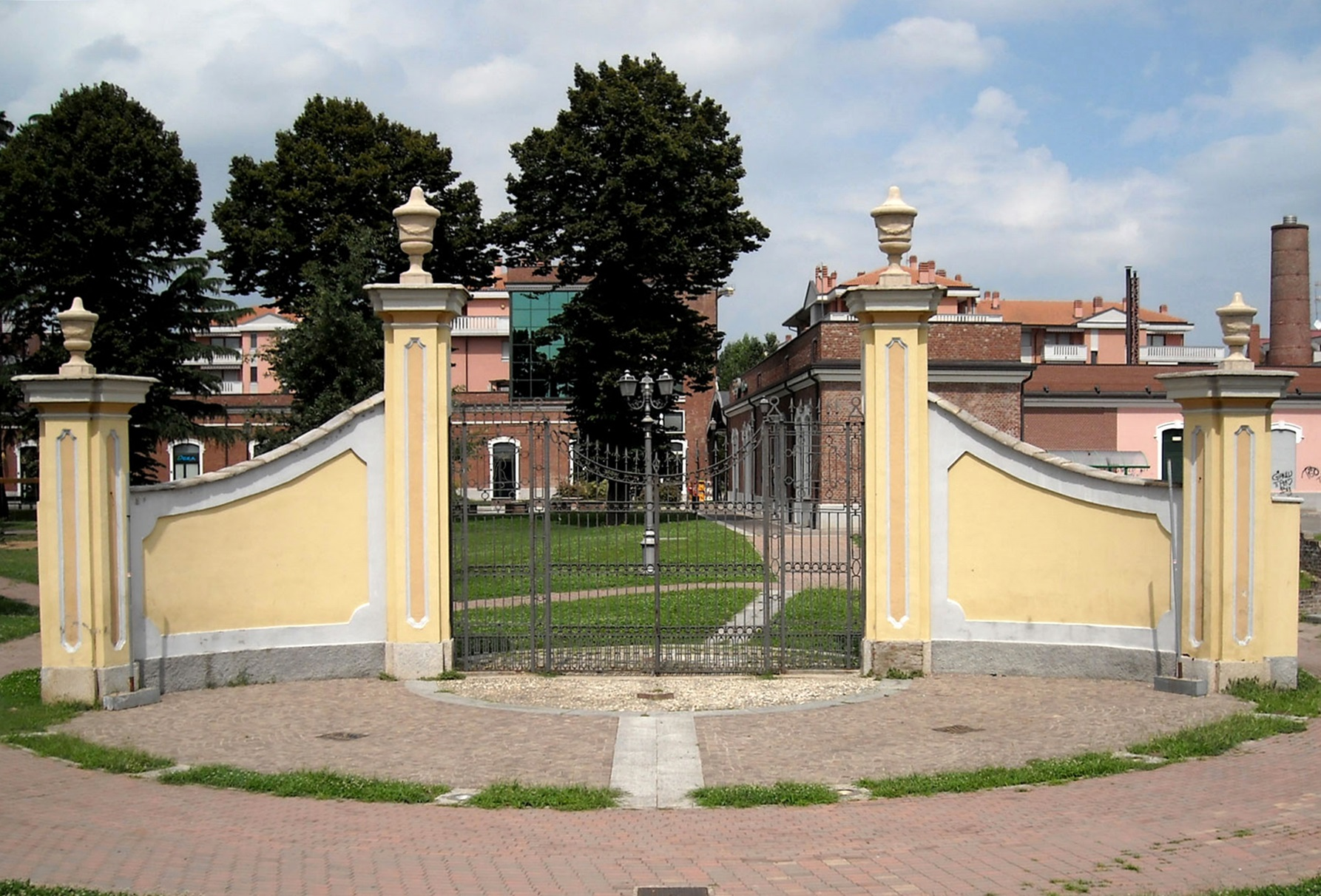
Il portale che si apriva sul parco di Villa Taroni

### Cascine

#### Cascina Frisasca

La Cascina Frisasca che dà il nome all'omonima frazione di Arluno, nel Parco del Roccolo, al confine con Parabiago

La cascina Frisasca è una struttura agricola del territorio di Arluno risalente al XVI secolo. Proprietà dei nobili Svirigo, nel 1574 la cascina risulta di proprietà del Monastero delle Veteri di Milano il quale attorno al 1750 la cedette al Deputato all'Estimo del Comune di Arluno, Gerolamo Pogliani ed al di lui figlio Giovanni. Il complesso venne poi venduto dalla famiglia Pogliani a Giovanni Redaelli nel 1847, da questi passò ad Angelo Belloni di Busto Arsizio nel 1895. Fino a metà degli anni '70 mantenne la sua natura agricola ospitando fino ad un'ottantina di persone. Fu ristrutturata negli anni '80 ed è tra le quattro cascine di Arluno inserite nel piano regionale di conservazione ambientale.

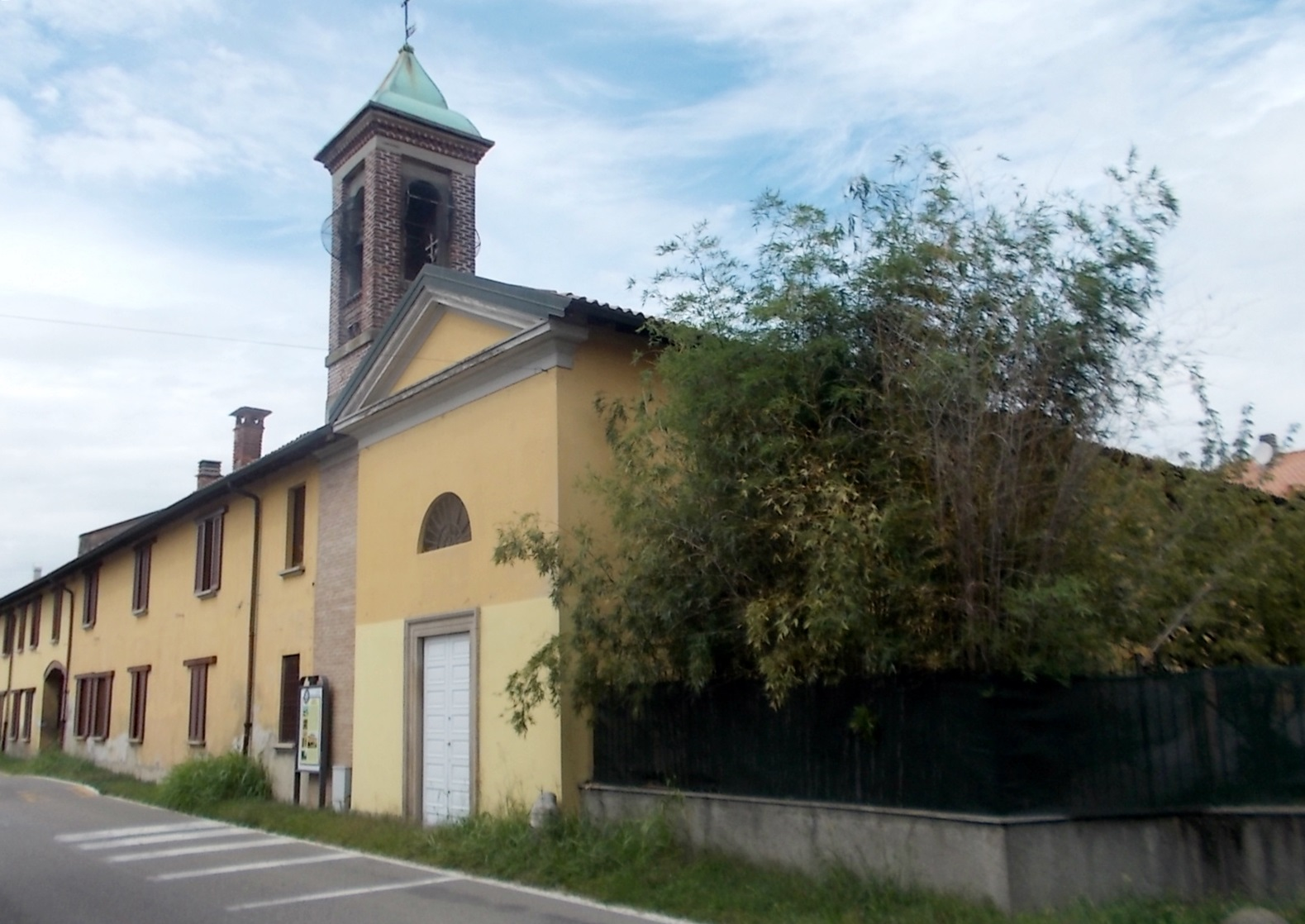
La chiesetta dei Santi Martiri Gervaso e Protaso

### Cascina Poglianasca
La cascina Poglianasca si trova sulla strada SP229 che collega Arluno con Pogliano Milanese.
I primi proprietari di cui si trova cenno, nella metà del XVII secolo, sono i signori Daverio e Varesi, proprietari delle 2 corti ad oriente della strada, mentre i signori Osio di quella ad occidente.
Nel 1689 le due corti dei Daverio e dei Varesi vengono acquistate dai signori Menati, mentre la proprietà degli Osio viene venduta al marchese Giuseppe Bolognini, il quale acquista alla cascina ulteriori terreni per 920 pertiche (600 000 m²). Il marchese inoltre fa costruire un altro cortile sulla pubblica via per Pogliano Milanese e edifica una chiesetta dedicata a Sant'Antonio da Padova, sostituendo l'edicoletta di San Bernardo che custodiva la tomba dei fondatori della cascina. Nel 1714 viene terminata l'elegante villa dei Bolognini che si trova nel cortile della chiesa con un portico a quattro colonne al piano terreno ed una elegante veranda a colonnine ed archi al piano superiore.
Al Bolognini succede, nella proprietà della cascina, l'avvocato Giuseppe Francesco Pizzotti di Vigevano, avendone spostato la figlia Antonia e, alla sua morte, avvenuta nel 1753 succede il figlio Giovanni.
Nel 1775 tutti i beni dei Pizzotti vengono acquistati dal Visconte di Rosate che nel 1812 vende al signor Guido Riva.
Nel 1825 la vecchia chiesetta dedicata a Sant'Antonio da Padova viene sostituita da una nuova più grande chiesa dedicata ai Santi Gervaso e Protaso, tutt'oggi esistente.
Nel 1854 la cascina è acquistata da Andrea Radice al quale subentra la figlia Adele.
Nel 1904 Adele vende tutto al facoltoso commerciante Luigi Bizzozzero al quale, in seguito alle sue volontà testamentarie, si deve il passaggio dell'intera proprietà all'Ospedale Maggiore di Milano nel 1937.
È proprio dall'Ospedale Maggiore di Milano che la Fondazione Marcora, tra il 1985 ed il 1999, sotto la guida del dr. Giuseppe Restelli, attraverso quattro aste pubbliche acquista l'intera proprietà per un totale di 9.000 m² di immobili e 37.000 m² di terreni e, dopo una impegnativa opera di ristrutturazione, ne fa la sua sede.

#### Cascina Gomarasca

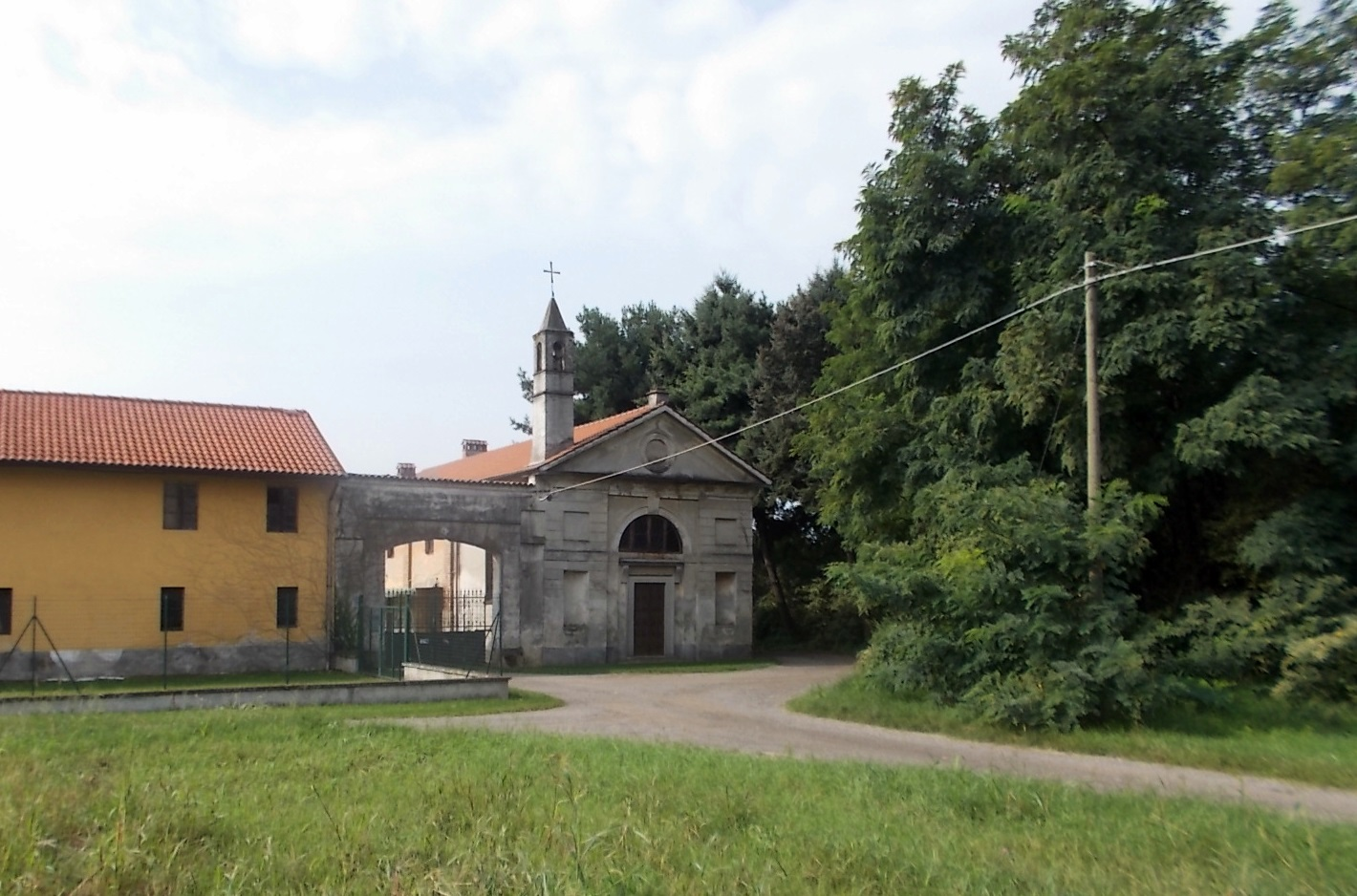
L'entrata della cascina Gomarasca con la chiesetta dedicata a San Giovanni Battista

Già esistente nel Cinquecento, la cascina Gomarasca appartenne alla famiglia Crivelli del ramo di Magenta e nel 1574 vi si registrava la residenza della famiglia Oldani con 28 componenti. La cascina passò di proprietà ai Casati nel 1700, i quali per un fallimento furono costretti ad alienarla a Giovanni Battista Pecchio. Terza cascina per importanza sul territorio comunale, verso il 1800 passò ai Sala di Milano. Nel 1835 ne divenne proprietario Giovanni Battista Limito il quale nel 1838 fece restaurare completamente la chiesetta già esistente in onore del suo Santo Patrono, San Giovanni Battista, su disegno dell'architetto Ambrogio Lomeni, autore anche del campanile di Arluno qualche anno più tardi. La chiesetta, già indicata nei mappali del 1722 del Catasto Teresiano, venne benedetta e riaperta al culto il 25 ottobre 1840 dopo un lungo periodo di trascuratezza. In seguito la cascina Gomarasca venne ceduta prima ai Mazzucchelli, poi al fittavolo Luigi Ravanelli ed infine, nel 1924, alla famiglia ceranese dei Cusaro. La cascina, tuttora abitata, si trova lungo la Strada Provinciale 34, al confine col territorio comunale di Vittuone.
Presenta una struttura quadrangolare a "C" con la zona residenziale posta a nord ed il complesso delle stalle a sud. A lato dell'ingresso si trova la chiesa di san Giovanni Battista con all'interno affreschi seicenteschi.

#### Cascina Radice

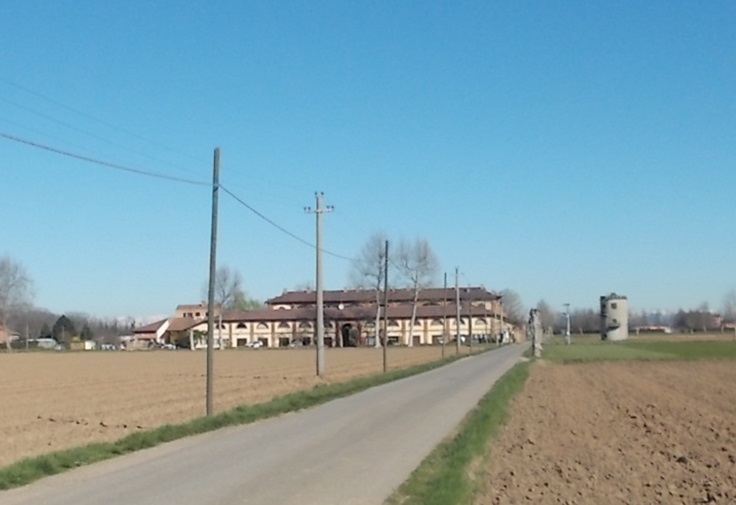
La cascina Radice nel Parco del Roccolo

Costruita nel 1857 da Attilio Radice, venne chiamata inizialmente "Cascina Adele" in onore della propria figlia. Per molti anni la cascina mantenne la sua vocazione agricola. Fu poi abbandonata e completamente ristrutturata nei primi anni '90 del Novecento, per diventare un pregevole complesso abitativo. La cascina è immersa nel Parco del Roccolo.

#### Cascina San Giacomo
Costruita dopo la metà dell'Ottocento e posizionata alla fine dell'antico Decumanus romano chiamato popolarmente Strà Signù, per la sua posizione isolata era nota come Cassina dal Boia ("Cascina del diavolo"). Dopo anni di abbandono è stata oggi riconvertita in agriturismo con maneggio.

#### Cascina Viago
La cascina Viago è situata al confine con il territorio di Santo Stefano Ticino, a sud-ovest di Arluno, lungo via per Turbigo. Presente sulla mappa del catasto Teresiano del 1722, già nel secolo precedente fu di proprietà della famiglia Aliprandi. Passò nel Settecento ai Castiglioni, quindi agli Albani e poi alla famiglia Calderara; all'inizio dell'Ottocento il complesso venne ceduto ai Parravicini. Dopo anni di abbandono la cascina Viago è ora abitata da una famiglia e ha ripreso seppur in minima parte la sua vocazione contadina.

#### Collegio delle Figlie del Sacro Cuore

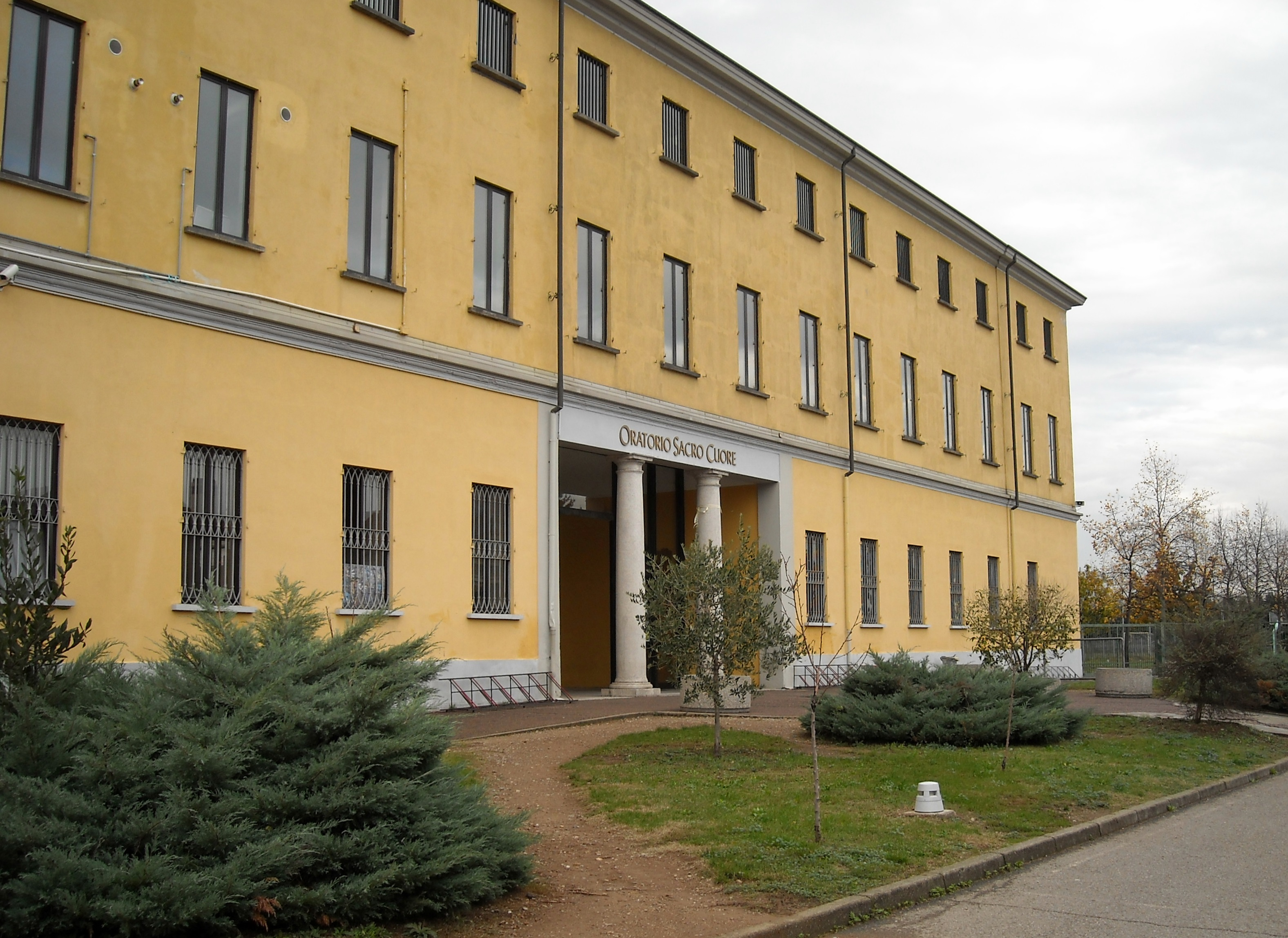
Il Centro Sacro Cuore in Via Marconi

Edificio realizzato a partire dal 1854, il Collegio delle Figlie del Sacro Cuore fu l'insediamento locale di questa congregazione, nonché prima scuola elementare per ragazze, sede dell'oratorio femminile e di varie associazioni religiose femminili. Fu qui che maturò la propria vocazione religiosa Santa Francesca Saverio Cabrini, diplomandosi maestra presso questo istituto. La struttura è arricchita dalla presenza di un quadriportico a quarantaquattro campate di buona fattura e progettazione e si articola su tre piani. Attualmente la struttura è sede dell'oratorio parrocchiale.

### Altre architetture

#### Molino Moroni Mario
Storico Molino ad acqua sulle sponde del Canale. Costruito da Ercole Moroni, entrò in funzione nel 1892, da allora è sempre stato gestito dai discendenti della famiglia. Fino alla metà del secolo scorso nel mulino c'era anche una fabbrica del ghiaccio. Con lo sviluppo industriale il paese perse la sua vocazione agricola, e anche il mulino cadde in disuso. Ne prende il nome anche una contrada del Palio di Arluno.

#### Lavatoio (non più esistente)

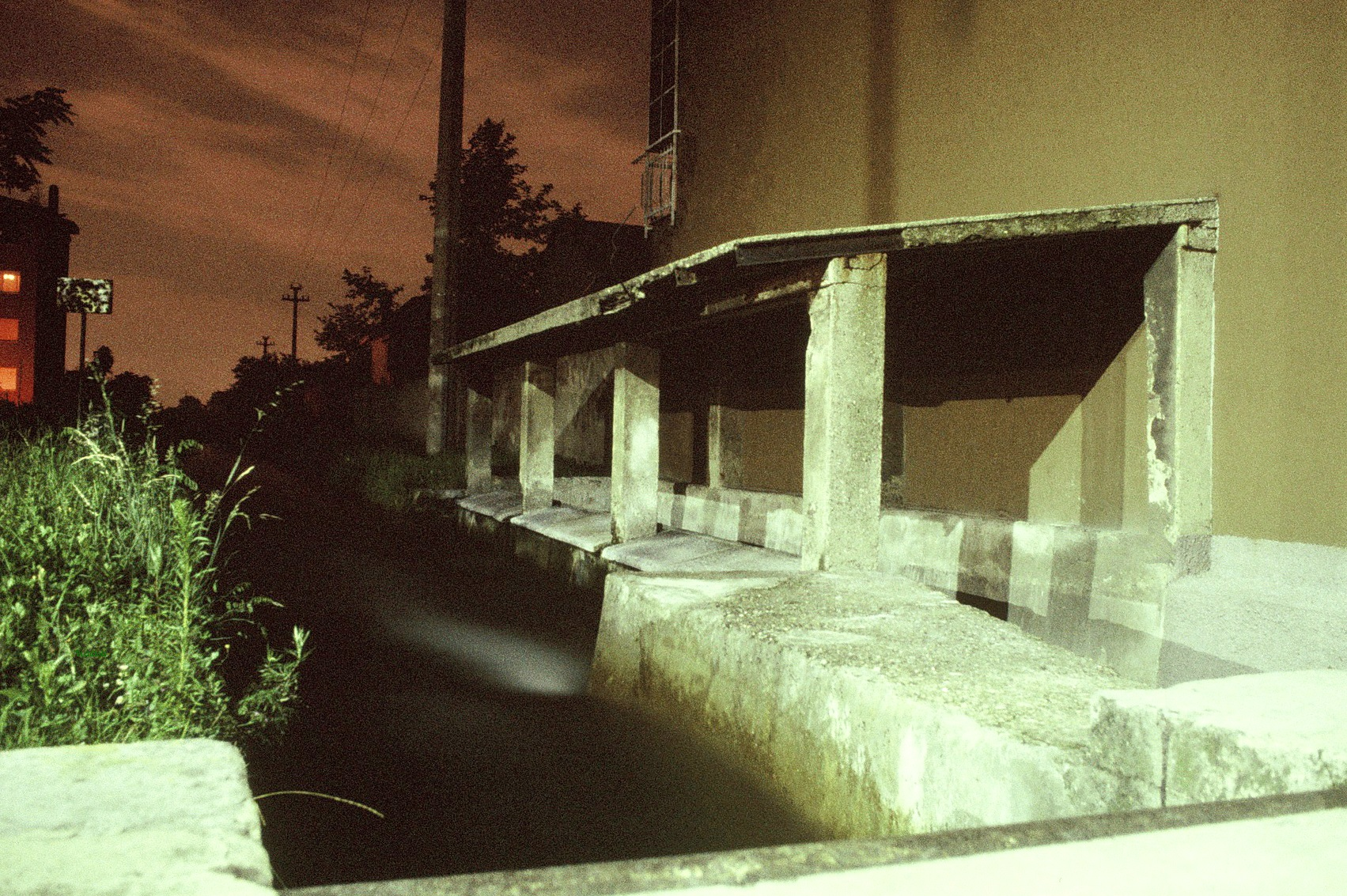
Il vecchio lavatoio

Il vecchio lavatoio costruito negli anni '20 dello scorso secolo, era situato a lato del canale Villoresi all'altezza di via Turati, era molto usato dalle donne del posto anche come luogo di aggregazione, crollò durante i lavori di manutenzione e copertura di un tratto del canale Villoresi, non fu più ricostruito. Nell'autunno del 2014, la Pro loco Arluno e un gruppo di Facebook, si sono attivati per sensibilizzare l'opinione pubblica per la possibile ricostruzione del lavatoio.

### Aree naturali
I boschi e le campagne a nord del comune, verso Cascina San Giacomo, Cascina Passerona, Cascina Poglianasca e Cascina Frisasca, fanno parte del Parco Agricolo Sovracomunale del Roccolo. Istituito nel 1991 tra i Comuni di Parabiago, Busto Garolfo, Casorezzo, Arluno, Canegrate e Nerviano (solo dal 1997), riconosciuto tale nel 1994 dalla Regione Lombardia, si estende per circa 15000 km², ed è atto alla difesa di fauna, flora e attività agricole locali. Viene caratterizzato dalla presenza di specie arboree autoctone (quercia, ciliegio, pino silvestre) ed altre specie introdotte dall'uomo (robinia, castagno, quercia rossa, prunus serotina). Attualmente è in progetto una sua estensione fino all'Oasi WWF della Oasi del bosco di Vanzago.
Inoltre, il territorio di Arluno fa parte del Parco agricolo Sud Milano.

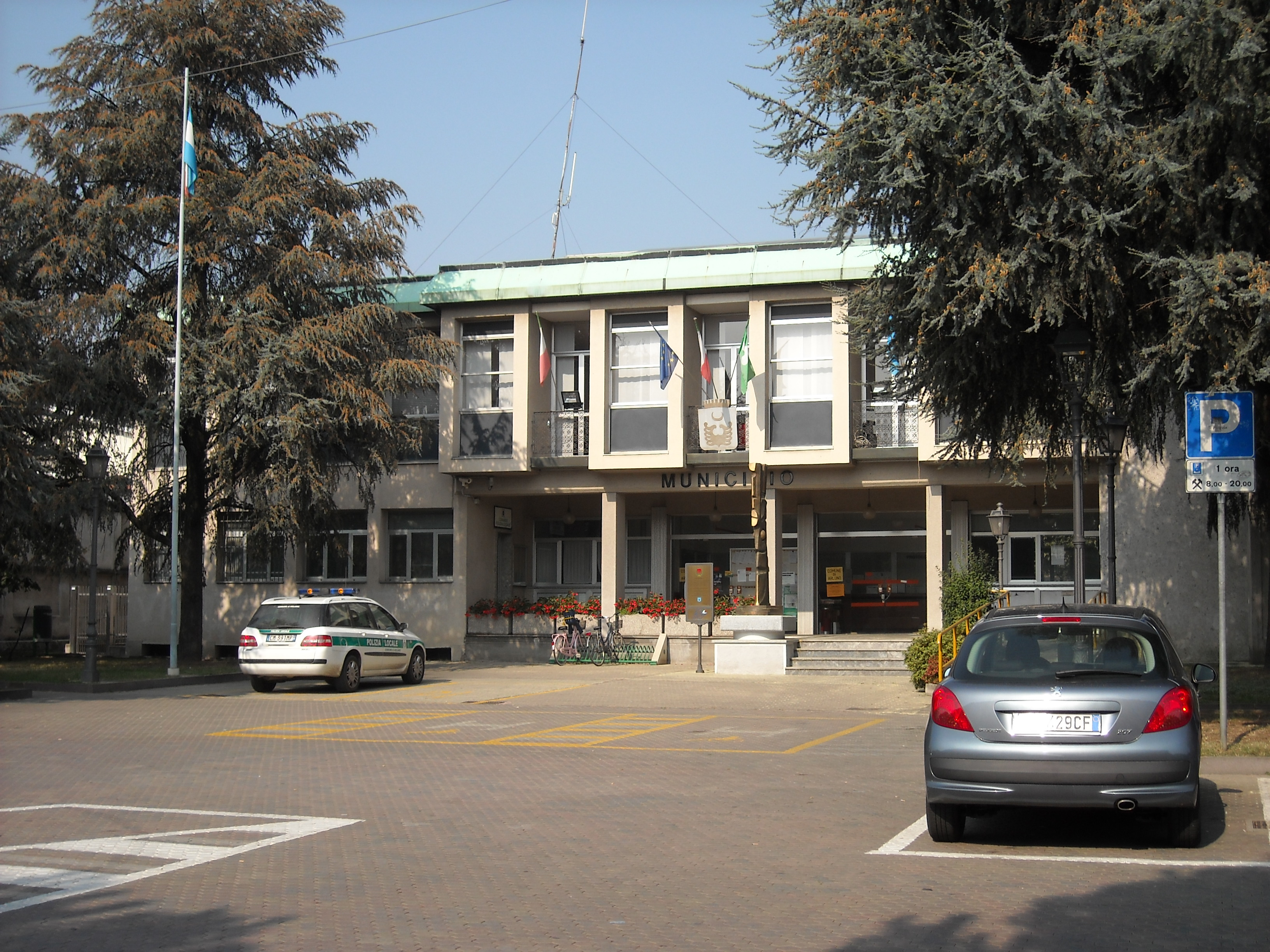
Il municipio di Arluno in piazza De Gasperi

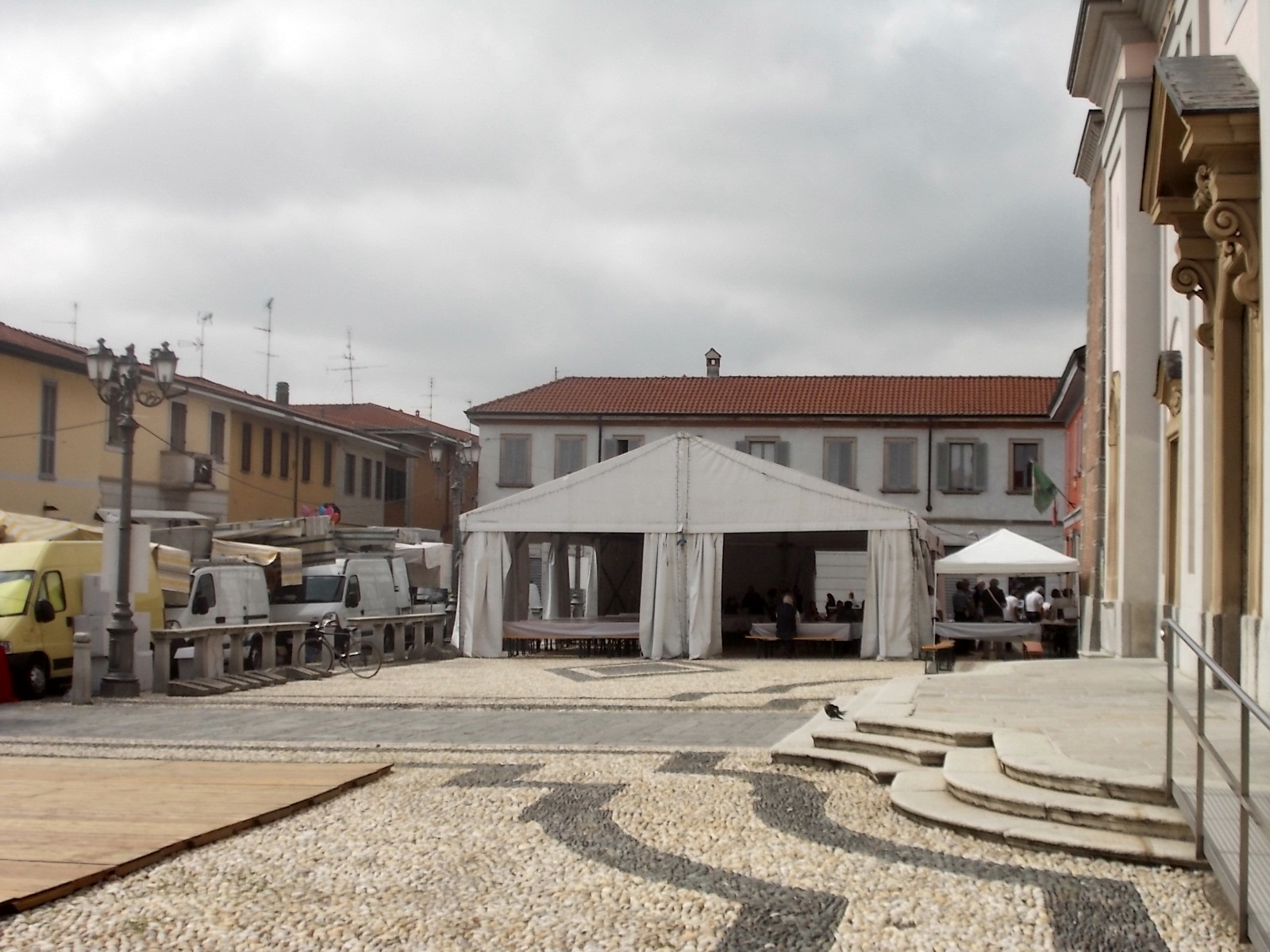
I preparativi per la sagra della Buseca 2014 sul sagrato della Chiesa

## Società

### Evoluzione demografica
Abitanti censiti

### Etnie e minoranze straniere
Al 1º gennaio 2019 nel comune risiedevano 1 080 cittadini stranieri, ovvero il 9% della popolazione totale. Le nazionalità più rappresentate erano:
1. Albania, 310
2. Romania, 185
3. Marocco, 106
4. Ecuador, 75
5. Egitto, 62
6. Ucraina, 60
7. Pakistan, 36
8. Perù, 31
9. Cina, 25
10. El Salvador, 20

## Geografia antropica
Il paese è suddiviso in 7 contrade: Baia, Beacqua, Brera, Certosa, Mulino, Rogorotto e Sant'Ambrogio.
Il comune comprende due frazioni:
- Rogorotto, sulla via per Vanzago, a ridosso di Mantegazza (fraz. del comune confinante);
- Cascina Poglianasca o più semplicemente Poglianasca, sviluppatosi intorno al 1900 sulla strada per Pogliano Milanese presente sul Catasto Teresiano del 1722 come Cassina Pojanasca.

## Infrastrutture e trasporti
Il comune è posizionato sulla direttrice dell'autostrada A4 Torino-Milano dove è presente un proprio casello autostradale. Imboccando essa in direzione Ovest si arriva in 25 minuti all’Aeroporto della Malpensa.
La stazione di Vittuone-Arluno è servita dai treni della Linea S6 (Novara–Milano–Pioltello) del servizio ferroviario suburbano di Milano.
Il servizio è gestito da Trenord nell'ambito del contratto stipulato con Regione Lombardia.
La stazione della metropolitana di Milano più facilmente raggiungibile è quella di Molino Dorino della linea M1.
Arluno è servita da alcune linee, operate da Movibus che la collegano con Milano e con città quali Magenta, Parabiago e Legnano.
Arluno è attraversata dalla ciclabile che porta fino al
Ticino.
Fra il 1879 e il 1952 la località era servita dalla tranvia Milano-Castano Primo altresì nota con il soprannome di Gambadelegn, la fermata era nel territorio di Vittuone.

## Amministrazione
| Periodo        | Periodo        | Primo cittadino  | Partito                         | Carica  | Note   |
| -------------- | -------------- | ---------------- | ------------------------------- | ------- | ------ |
| 1985           | 1990           | Vittorio Alfieri | Partito Repubblicano Italiano   | Sindaco | [ 18 ] |
| 1990           | 1995           | Franco Pastori   | Partito Socialista Italiano     | Sindaco | [ 18 ] |
| 1995           | 2004           | Maurizio Salvati | Lista civica di centro-sinistra | Sindaco | [ 18 ] |
| 2004           | 26 maggio 2014 | Luigi Losa       | Lista civica di centro-sinistra | Sindaco | [ 18 ] |
| 26 maggio 2014 | in carica      | Moreno Agolli    | Lista civica di centro-sinistra | Sindaco | [ 18 ] |

### Gemellaggi
- Partanna, dal 1999
- San Justo, dal 2007